# Willy Bosschem

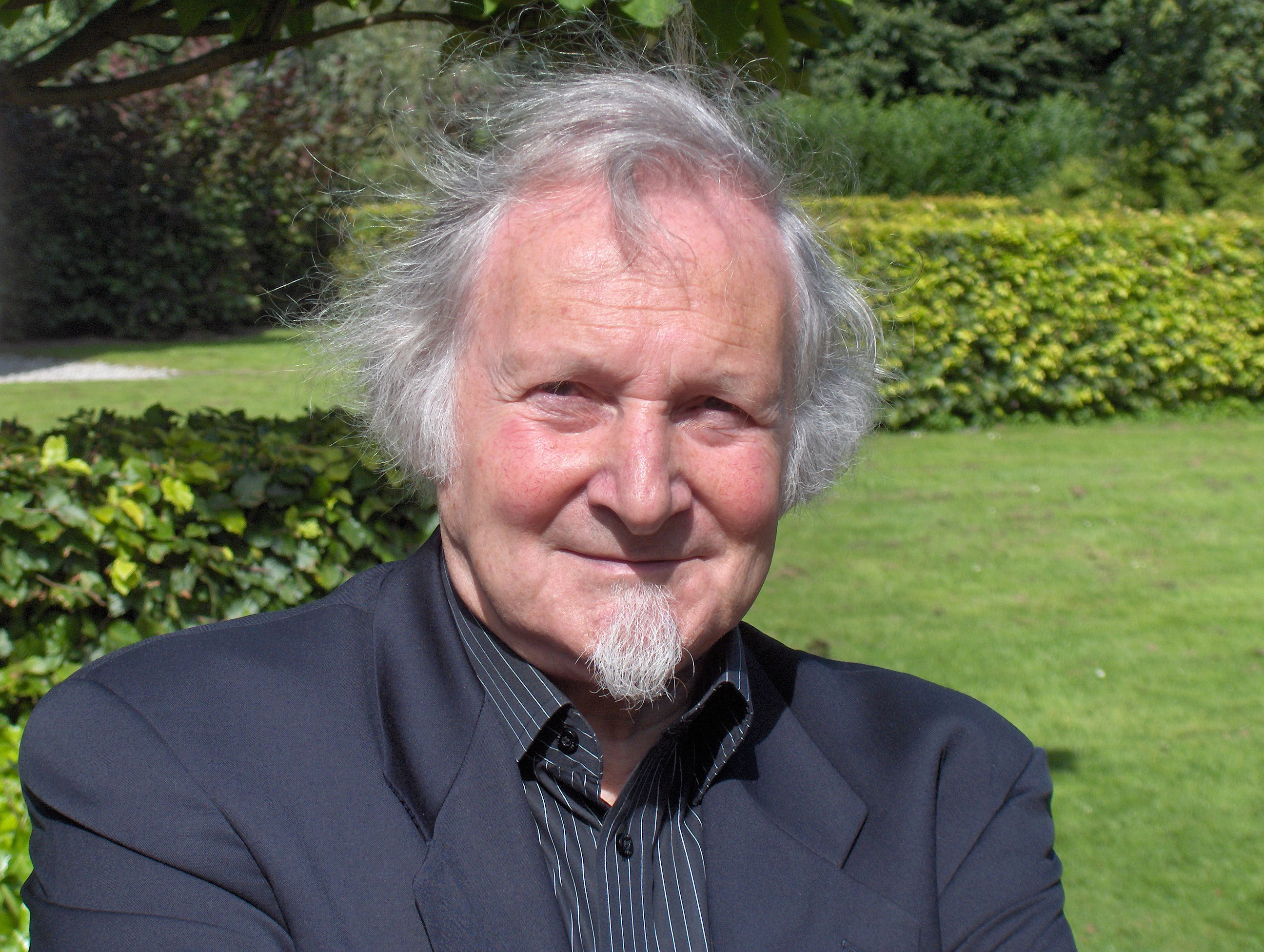
Willy Bosschem (2007)

Willy Bosschem (Gent, 10 januari 1930) is een Belgisch allround beeldend kunstenaar, bekend als kunstschilder, etser, tekenaar, cartoonist en graficus. Hij ontwerpt theater- en televisiedecors, tientallen postzegels (België, Rwanda, Senegal), een groot aantal affiches, logo’s en wandtapijten en monumentale muurdecoraties.

## Levensloop
Bosschem studeerde aan het Hoger Instituut voor Kunstonderwijs te Gent schilderkunst en keramiek, publiciteit, binnenhuis- en meubelkunst. In 1946 werd hij, nauwelijks zestien de jongste grafische kunstenaar bekroond met de eerste prijs voor aanplakbrief (affiche of mededelingenblad) op de “Internationale Jaarbeurs van Vlaanderen”. In 1947 werd hij laureaat van de internationale affichewedstrijd voor de “Europese Organisatie voor Economische Samenwerking” (de voorloper van de OESO).
Hij begon met het tekenen van karikaturen van Oostendse politici, toen hij in 1951 zijn legerdienst volbracht in Oostende. Deze werden gepubliceerd in het plaatselijke weekblad, De Zeewacht. Sindsdien publiceerde hij elke week een karikatuur of een strip in deze krant of in zijn opvolger, de Krant van West-Vlaanderen.

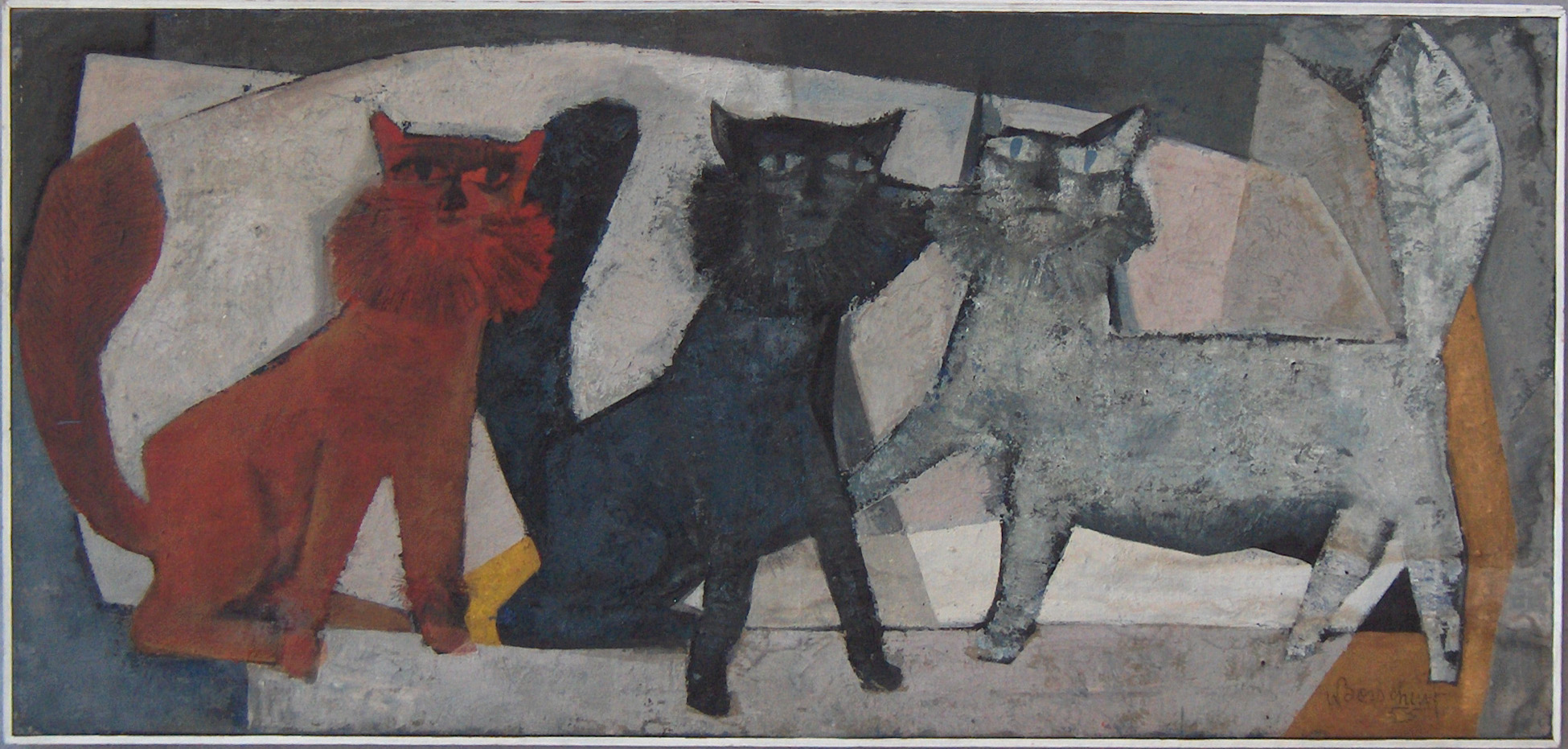
"Drie katten" (1955)

Hij trad in 1953 in dienst bij het Casino-Kursaal van Oostende als dienstchef van de Kunststudio voor publiciteit en decoratie. In 1965 werd hij publicrelationsofficer en directeur van de persdienst, publiciteit en public relations. In de loop van de daaropvolgende jaren organiseerde hij in het Casino-Kursaal ongeveer 280 tentoonstellingen en kwam zo in contact met een pak kunstenaars: Jef van Tuerenhout, Paul Delvaux, Jean Milo, Victor Vasarely, Georges Mathieu, Maurice Boel, Felix Labisse, Paul van Hoeydonk, Octave Landuyt, Hubert Minnebo en vele anderen.
In hetzelfde jaar 1953 begon hij eveneens aan zijn artistieke loopbaan als kunstschilder. In 1954 ontving hij de gouden medaille bij de Grote Prijs van Monumentale Schilderkunst voor zijn wandtapijt “Wereldtentoonstelling 1958” (3 × 5,60 m). Als ontwerper van postzegels werd hij in hetzelfde jaar laureaat van de postzegelwedstrijd in Brussel op het thema “De Europese Samenwerking”.
Toen in 1958 in Mariakerke de nieuwe kerk OLV-Hemelvaart gebouwd werd, werd Willy Bosschem gevraagd de Kruisweg uit te beelden. Hij heeft hiervoor de sgraffititechniek toegepast met een sober gebruik van vorm en kleuren. Dit is een techniek waarbij lagen gekleurd plaaster of cement boven elkaar liggen en dan, door krassen, de figuur doet tevoorschijn komen.

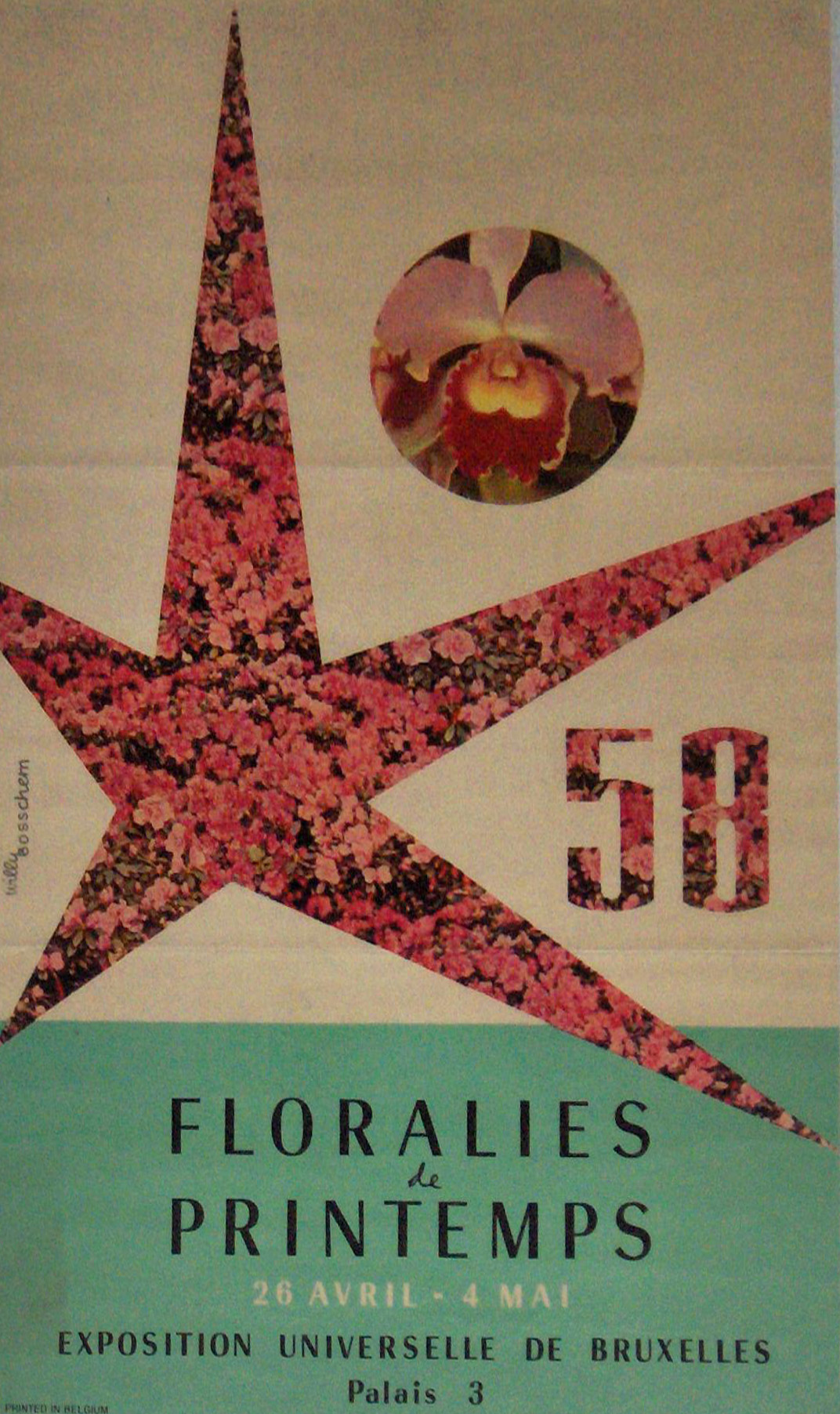
Affiche voor Expo 58

Hij maakte in 1958 verschillende affiches, brochures en flyers voor de Wereldtentoonstelling te Brussel.
In de periode 1960-1965 was Bosschem leraar aan het Hoger Instituut voor Grafisch Onderwijs (Higro) te Gent. Hij was van 1961 tot 1963 artistiek adviseur voor kunstambachten bij het Ministerie van Middenstand. In 1978 volgde Bosschem de kunstschilder Gustaaf Sorel op als directeur van de Stedelijke Kunstacademie in Oostende.
In 1981 schonk de Belgische Persbond op het persgala in de Muntschouwburg te Brussel zijn schilderij “Zeesymfonie” aan koning Boudewijn en koningin Fabiola.
Hij kreeg in 1983 de prijs van de Oostendse Persclub, de “Gouden Mathille”. Vervolgens was hij in 1990 jurylid van de Europaprijs voor Schilderkunst Oostende, en vanaf 1995 ook bestuurslid van de “Casino Art Gallery” te Oostende.

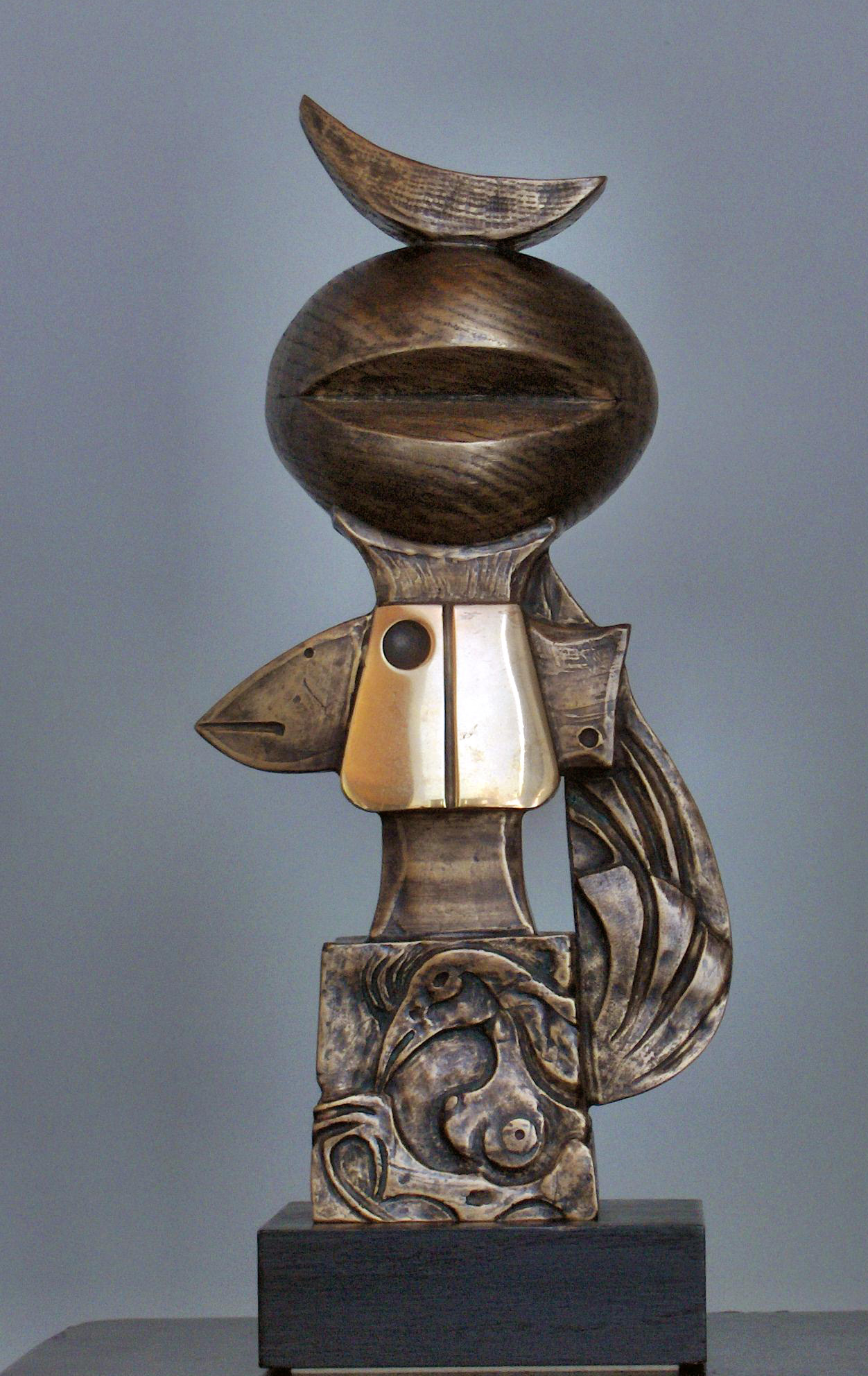
Bronzen beeld "All together" (1999) met Hubert Minnebo en Jacky De Maeyer

In 1999 werkte Bosschem samen met de beeldhouwers Hubert Minnebo en Jacky De Maeyer aan het bronzen beeld “All together” voor de Lions Club te Oostende.

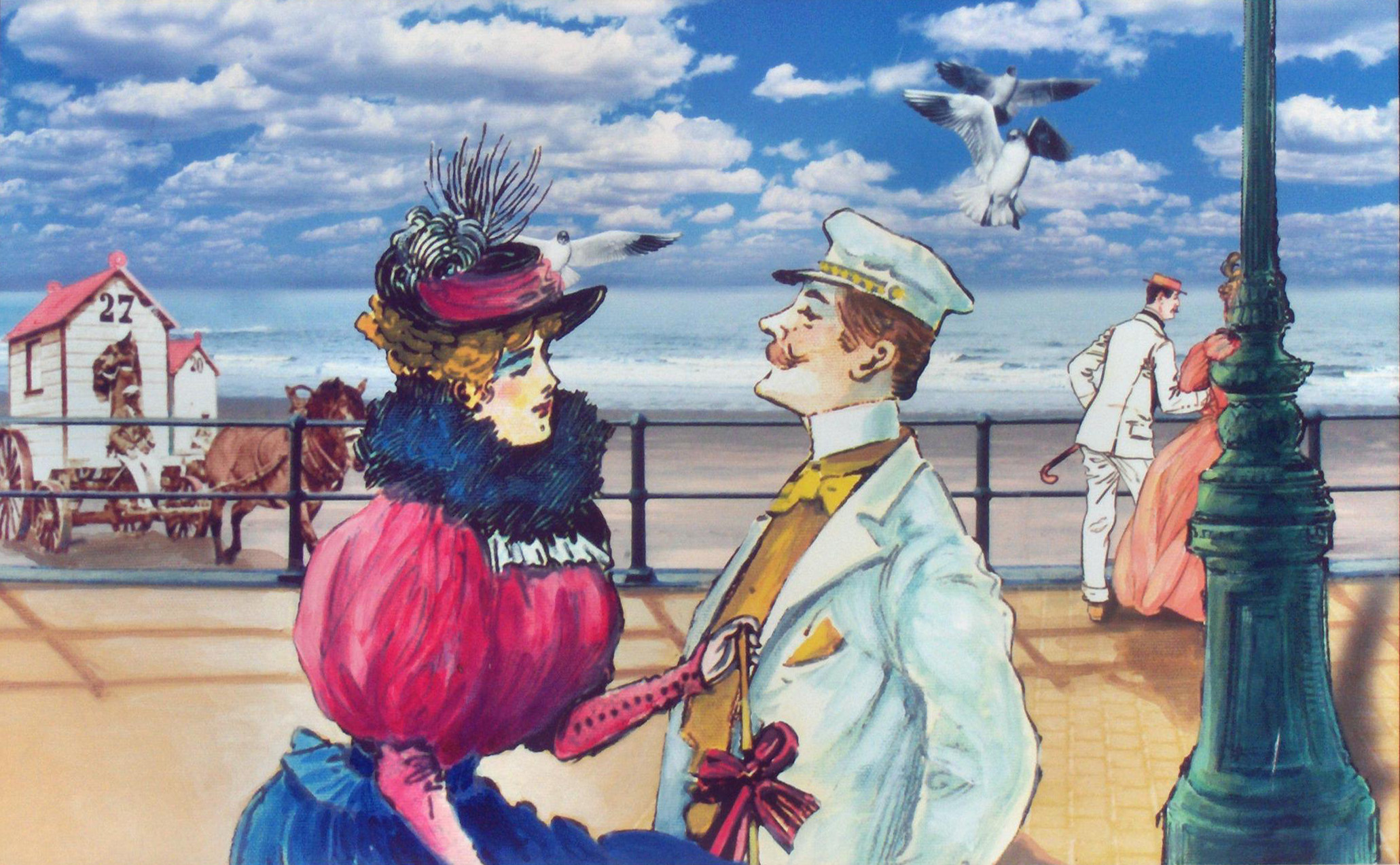
"Oostende, anno 1900". Project: "Van koning tot koningin" (2006)

Zelfs op hoge leeftijd blijft hij nog zeer actief. In 2006 schildert hij een aantal grote werken, die de vensters bedekken van een pakhuis (afgebroken in 2013) aan de Victorialaan in Oostende. Deze schilderijen vormen een trompe-l'oeil, “Van Koning tot Koningin”, en zijn een verwijzing naar de invloed van Koning Leopold II in Oostende en hoe Oostende uitgroeide tot “koningin van de badsteden”. Zij zijn geïnspireerd op het oeuvre van James Ensor, Léon Spilliaert, Felix Labisse, de cartoonist Mars (met zijn figuur "col en manchetten") en het lokale fotografenduo Maurice & Robert Antony. In hetzelfde jaar nam Bosschem deel aan het cultureel-culinair topevenement “Met Kunst aan Tafel” in Oostende. Hierbij mochten de restaurantbezoekers hun kunstzinnig bewerkte bord behouden.
Op 10 september 2011 werd Willy Bosschem, in aanwezigheid van een grote menigte, gevierd in zijn thuisstad Oostende met een huldebetoon door het stadsbestuur en de directeur-conservator van het Mu.Zee, Philip Van den Bossche. Bij deze gelegenheid werd een nieuwe residentie in Oostende naar hem genoemd. Dit is voor de eerste maal naar een levend kunstenaar.
In 2014 ontwierp hij de reeks "Oostendse Legenden" met portretten in zwart-wit stijl van de zangers Arno Hintjens en Marvin Gaye, de schilders James Ensor en Léon Spilliaert, de kunstpaus Jan Hoet, de fotograaf Maurice Antony, de cineast Raoul Servais en de ondernemer Marc Coucke. Al deze portretten zijn aangevuld met een kenschetsende tekst.

## Oeuvre
Zijn stijl leunt het dichtst aan tegen het postmodernisme, hoewel deze kunstrichting moeilijk af te bakenen is. Bosschem is het figuratieve trouw gebleven, zonder strikt academisch te worden. Hij schildert zijn geliefkoosde thema's, vrouwen en dieren, op een sensuele, sierlijke en speelse wijze.
Zijn temperament doet zijn figuren schijnbaar bewegen op een ritme, soms tegen een stormachtige achtergrond vol dwarrelende kleuren. Hij heeft een voorkeur voor sporttaferelen, waarbij hij de beweging van zijn figuren dynamische en bijna abstract in de verf zet.

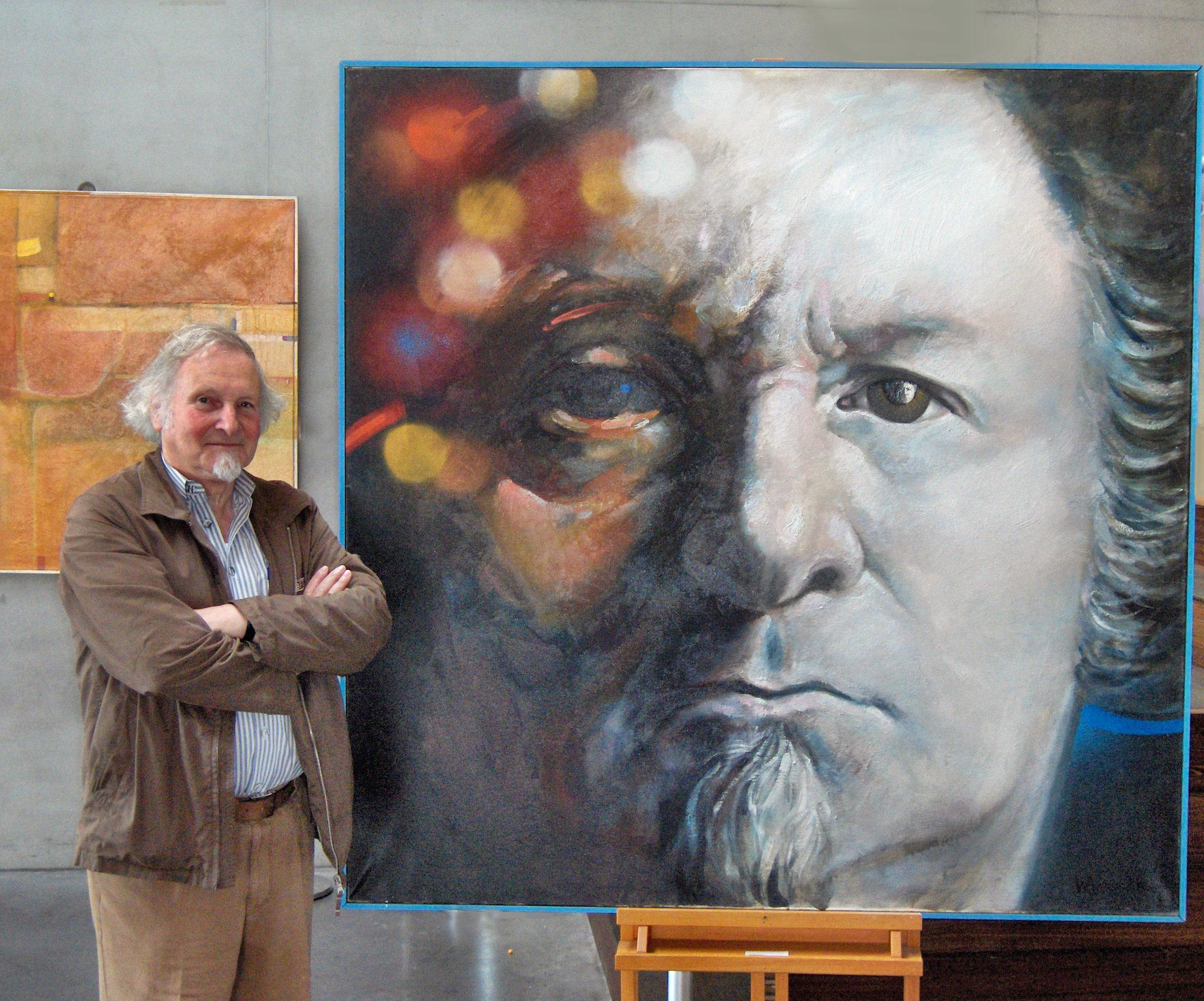
Zelfportret (1984) met de kunstenaar ernaast (2008)

Zijn vrouwen worden op het doek op elegante en gevoelige wijze weergegeven in een mysterieuze sfeer van magie en wellust. Hij is een meester in de esthetische vormentaal, wat zich vertaalt in de opbouw van zijn werk, de rijkdom van zijn coloriet, de kracht van zijn composities en het gebruik van licht en donker.
Bosschem heeft een zekere voorkeur voor het uitbeelden van katten, eveneens een symbool voor het mysterieuze in zijn werk. Maar hij is ook geboeid door andere dieren: paarden, hanen en, als kustbewoner, meeuwen en vissen. Ook van deze dieren gaat er een ingehouden, sierlijke kracht uit.

### Smoke art
Bosschem aarzelde niet om technieken ter discussie te stellen of om een nieuwe techniek uit te vinden. Gedurende de jaren 70 en 80 gebruikte hij een eigen techniek: de “smoke art”, toevallig ontdekt groeide de techniek uit tot een begrip dat hem beroemd maakte. Hierbij doet hij rook, ontstaan door het verbranden van een fakkel gedrenkt in petroleum, neerslaan op een geëmailleerde plaat, en krabt en veegt en bewerkt hierin met watten, penseel, naalden of met zijn vingers, zodat de personages en taferelen langzaam tevoorschijn komen, waarna zij met vernis gefixeerd worden. Deze zwart-witte kunstvorm beoefent hij nu sporadisch op een deel van het canvas om een schaduwrijk of genuanceerd effect te bekomen.
Dikwijls voegde hij een derde dimensie toe aan zijn schilderijen. Hij gebruikte hiervoor verschillende technieken, zoals het aanbrengen van een klein schilderij op een groter schilderij, of door polyester of een strook gekleurd plexiglas aan te brengen over het schilderij of door de uitwerking van het schilderij voort te zetten in de lijst.

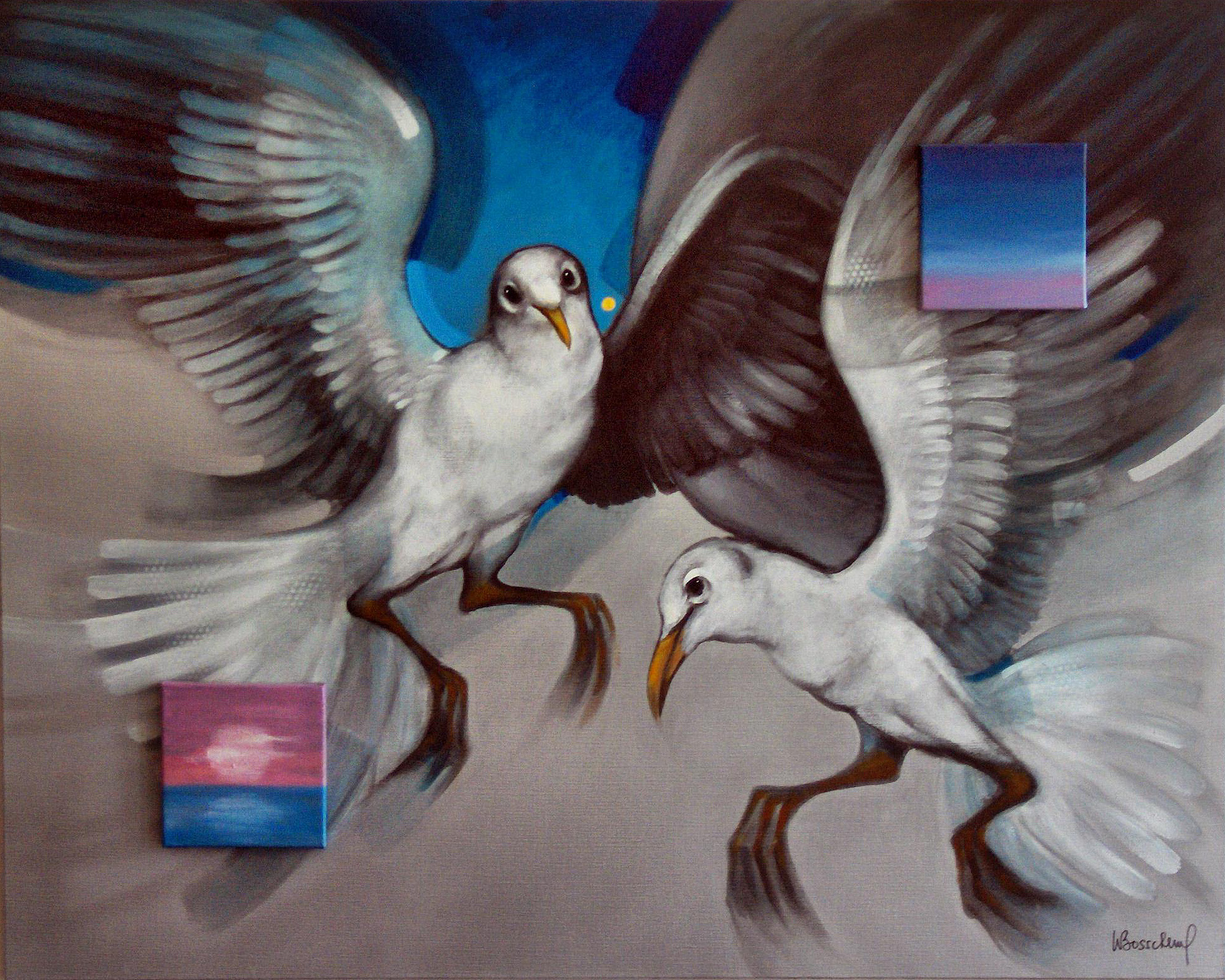
"Zilvermeeuwen", 3D-effect door gebruik van kleinere schilderijtjes op een groter schilderij
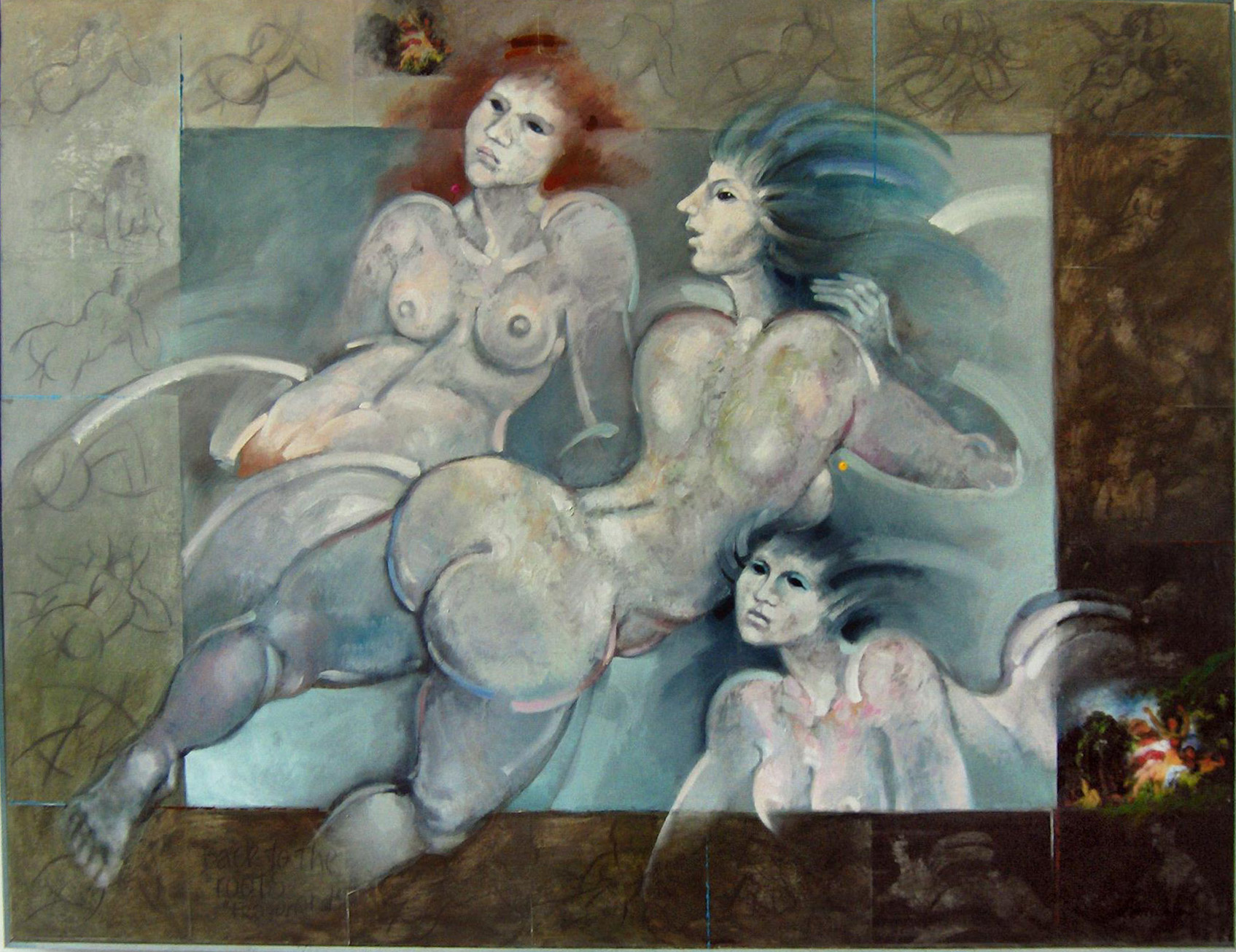
"Three women - Back to the roots "Fragonard" - 3D-effect door uitwerking in de lijst
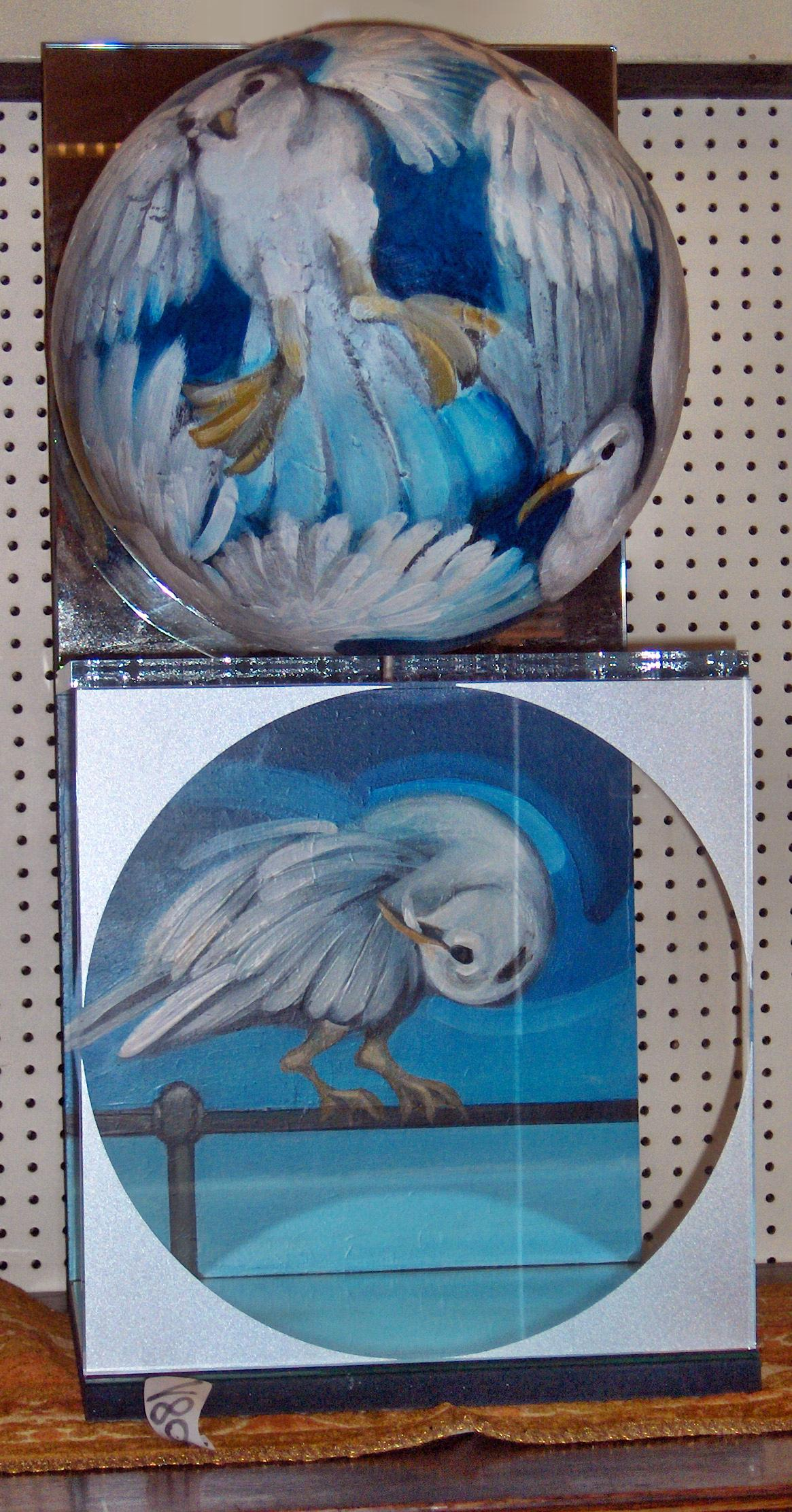
"Zeevogels", 3D-effect door het gebruik van plexiglas
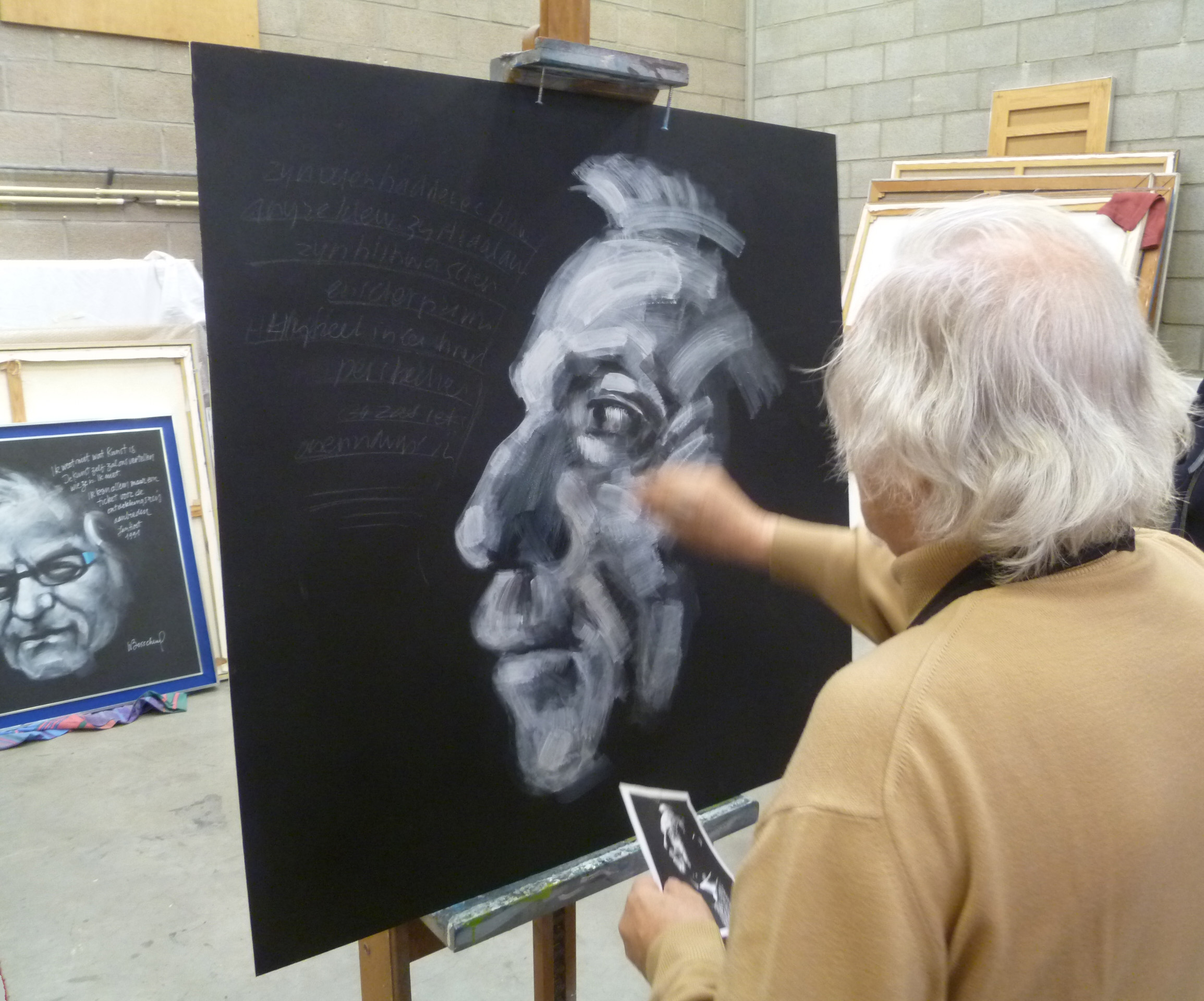
Aan het werk in zijn atelier (portret van Léon Spilliaert) (2013)
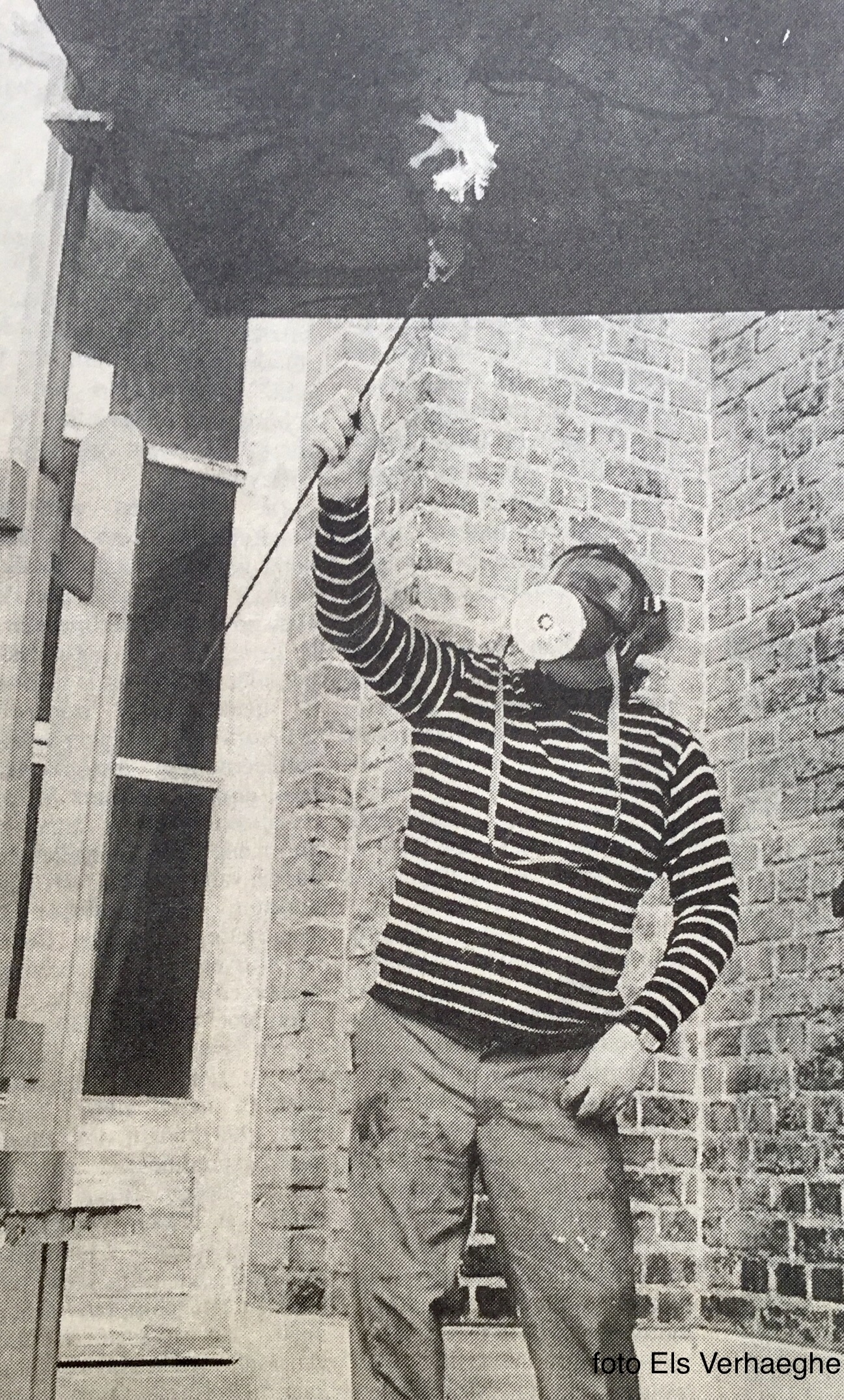
Aan het werk bij het maken van smoke art (1964)
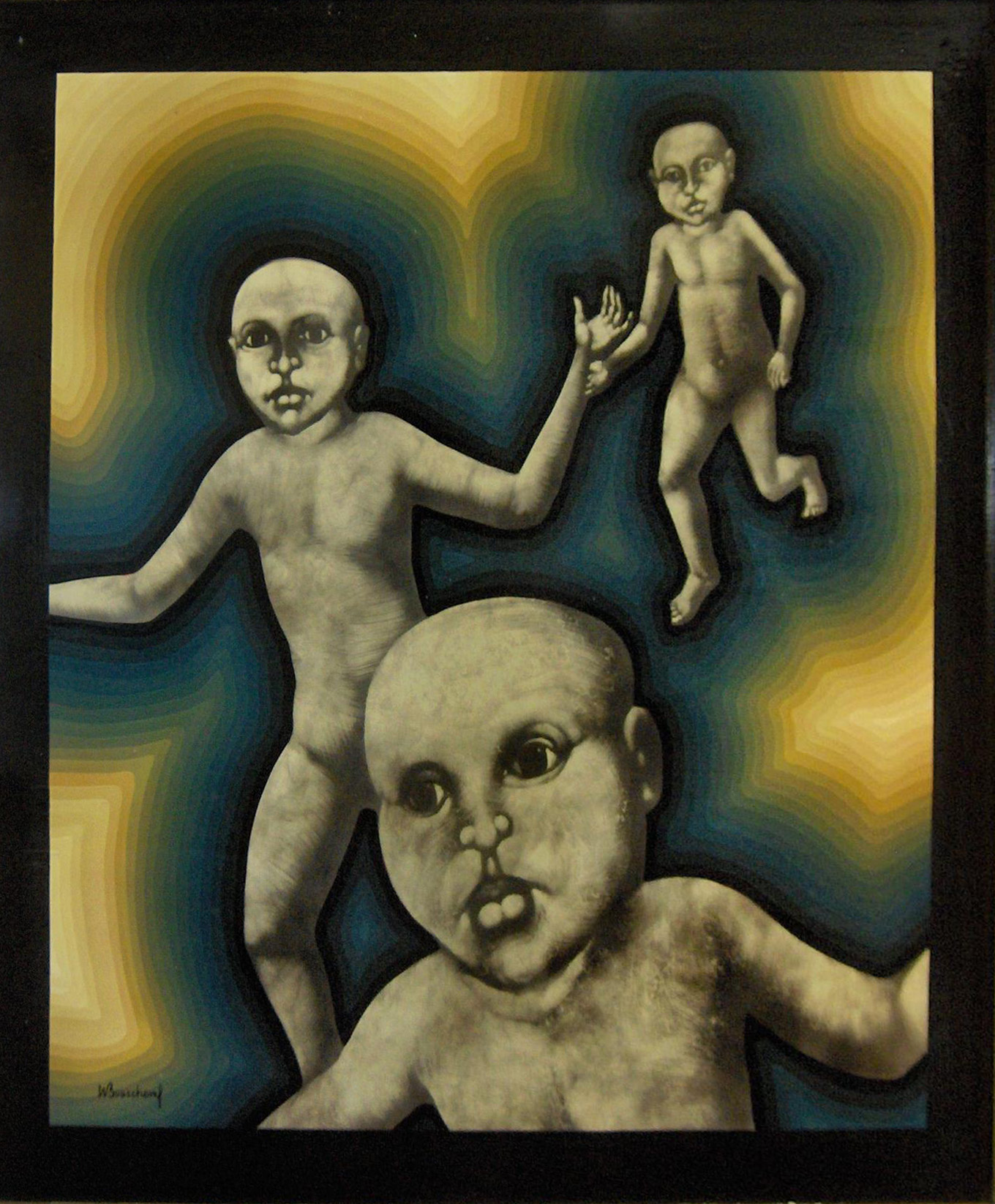
Lopende kinderen (1974) (smoke art)

In de loop der jaren heeft hij een aantal schilderijen gemaakt in de reeks "Back to the Roots", waarbij hij een eigen interpretatie gaf aan bekende schilderijen van grote meesters uit het verleden (Jan Van Eyck, Rubens, Frans Snyders, James Ensor, Gustave Courbet, Jacques-Louis David, François Boucher, Correggio, Pablo Picasso, Paul Delvaux, Fragonard).
In de jaren 50 en 60 maakte Bosschem een groot aantal keramieken. Hij had de werkwijze geleerd bij zijn leraar aan het Hoger Sint-Lukasinstituut te Gent, de keramist Joost Marechal. Deze keramieken bestonden in hoofdzaak uit schalen en vazen die door het Casino-Kursaal van Oostende als relatiegeschenk werden gegeven aan hoge bezoekers, zoals Paul-Henri Spaak, Théo Lefèvre en de eerste man op de Maan, Neil Armstrong. Hoewel hij van plan was zich hierin te specialiseren, is hij zich blijven toeleggen op zijn veelzijdigheid van kunstvormen.

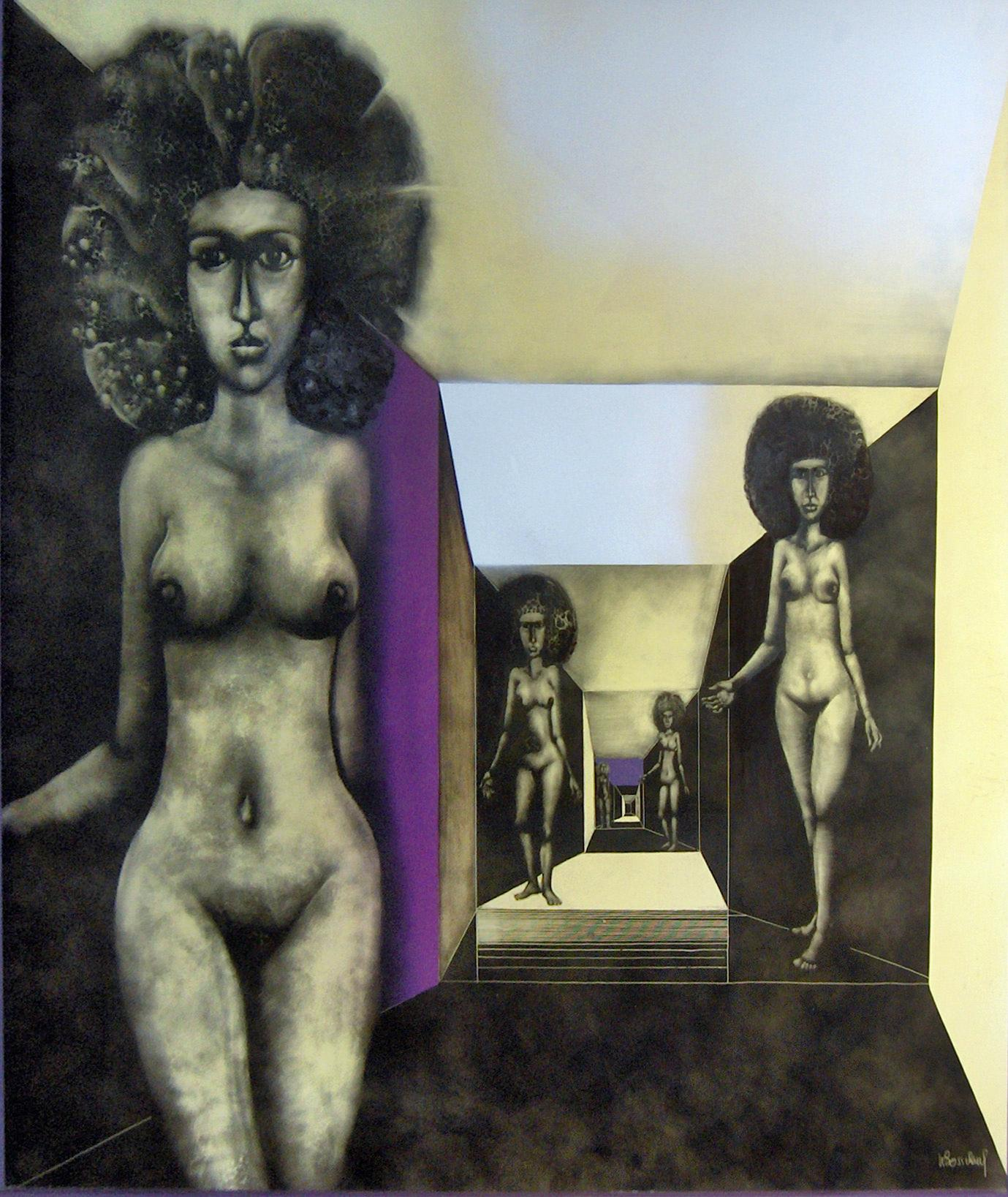
Hulde aan Paul Delvaux (1975) - smoke art
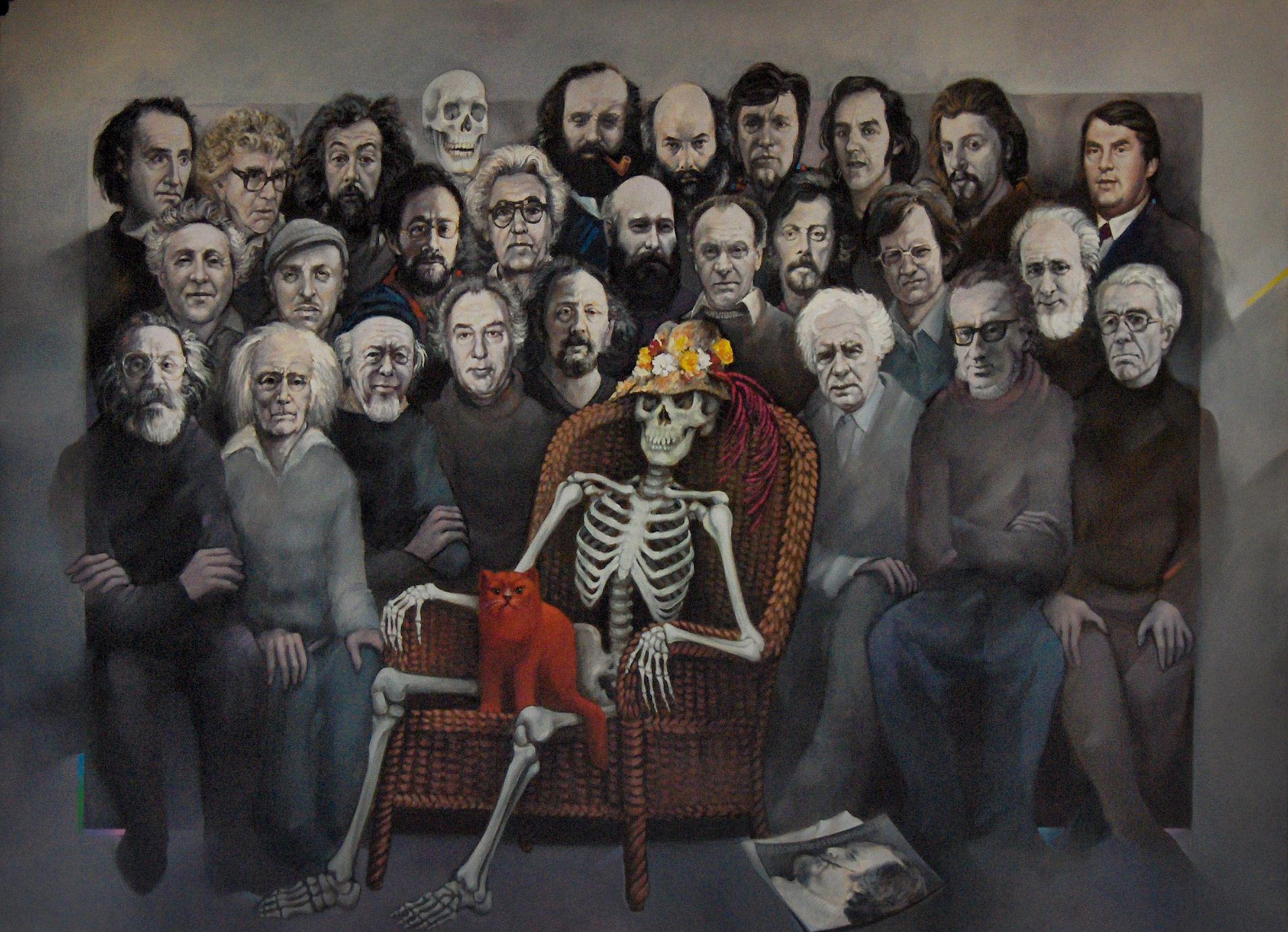
Deelnemende kunstenaars aan expo James Ensor (1985)
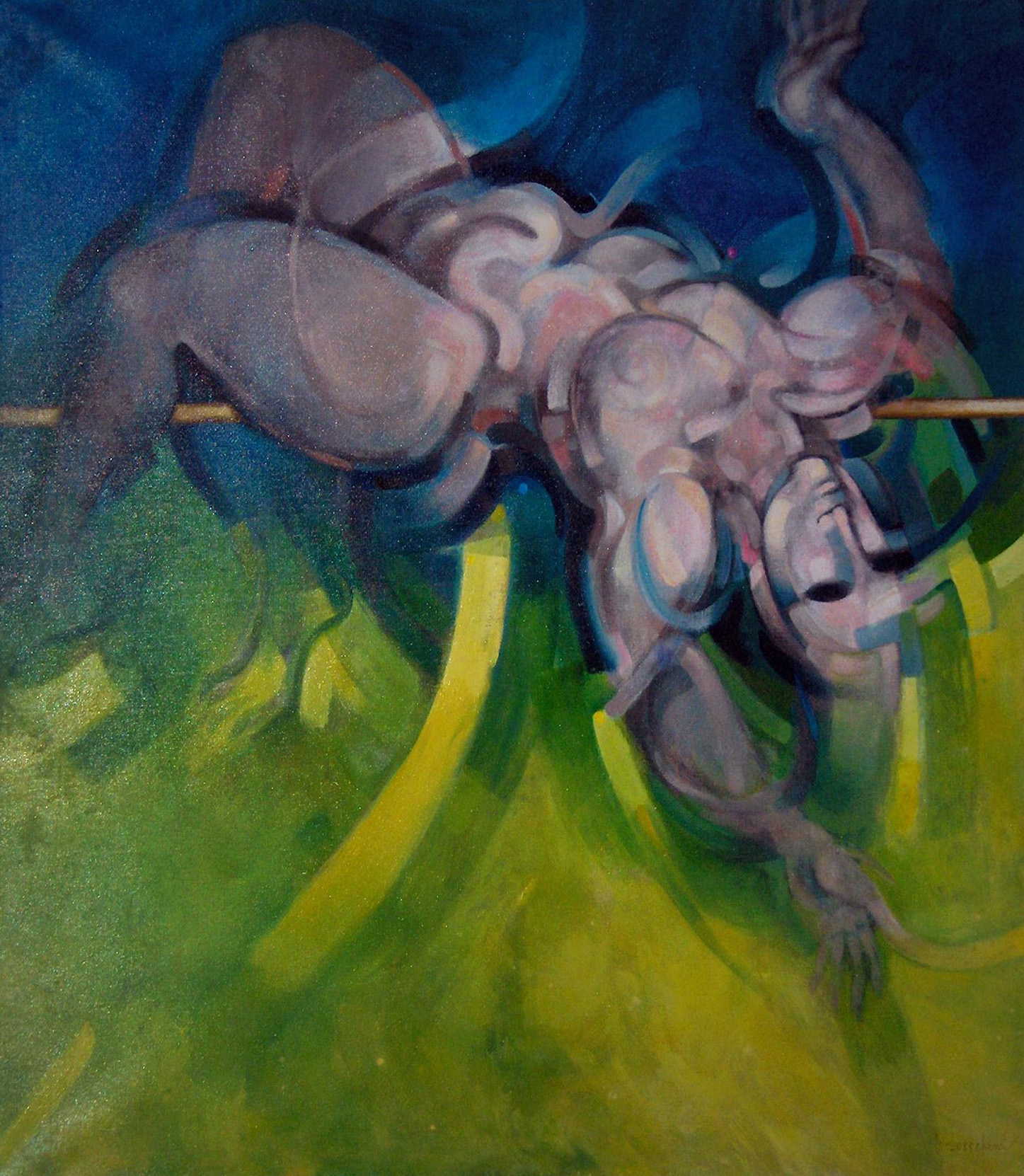
Hoogspringer (1989)
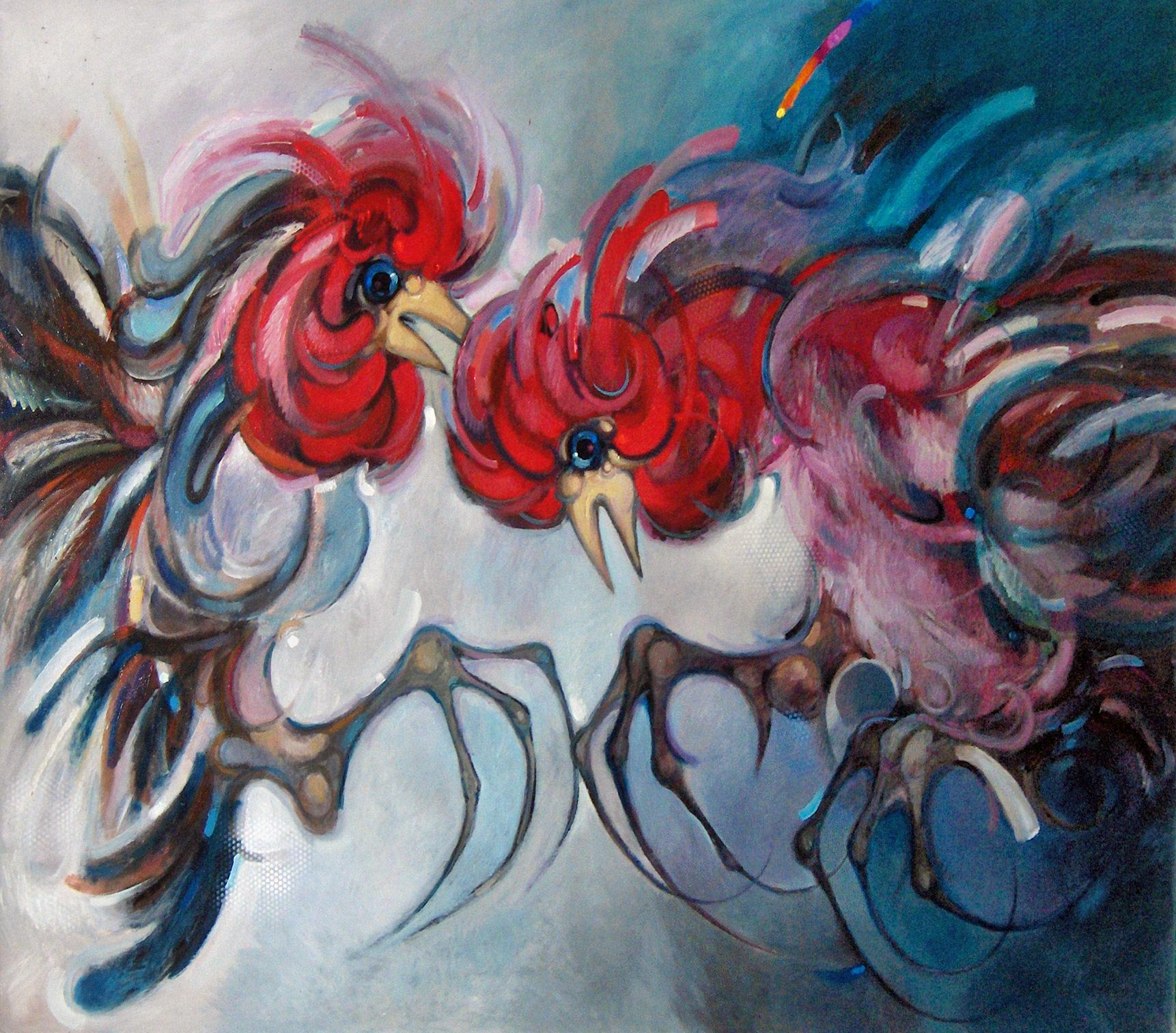
Hanengevecht (1994)
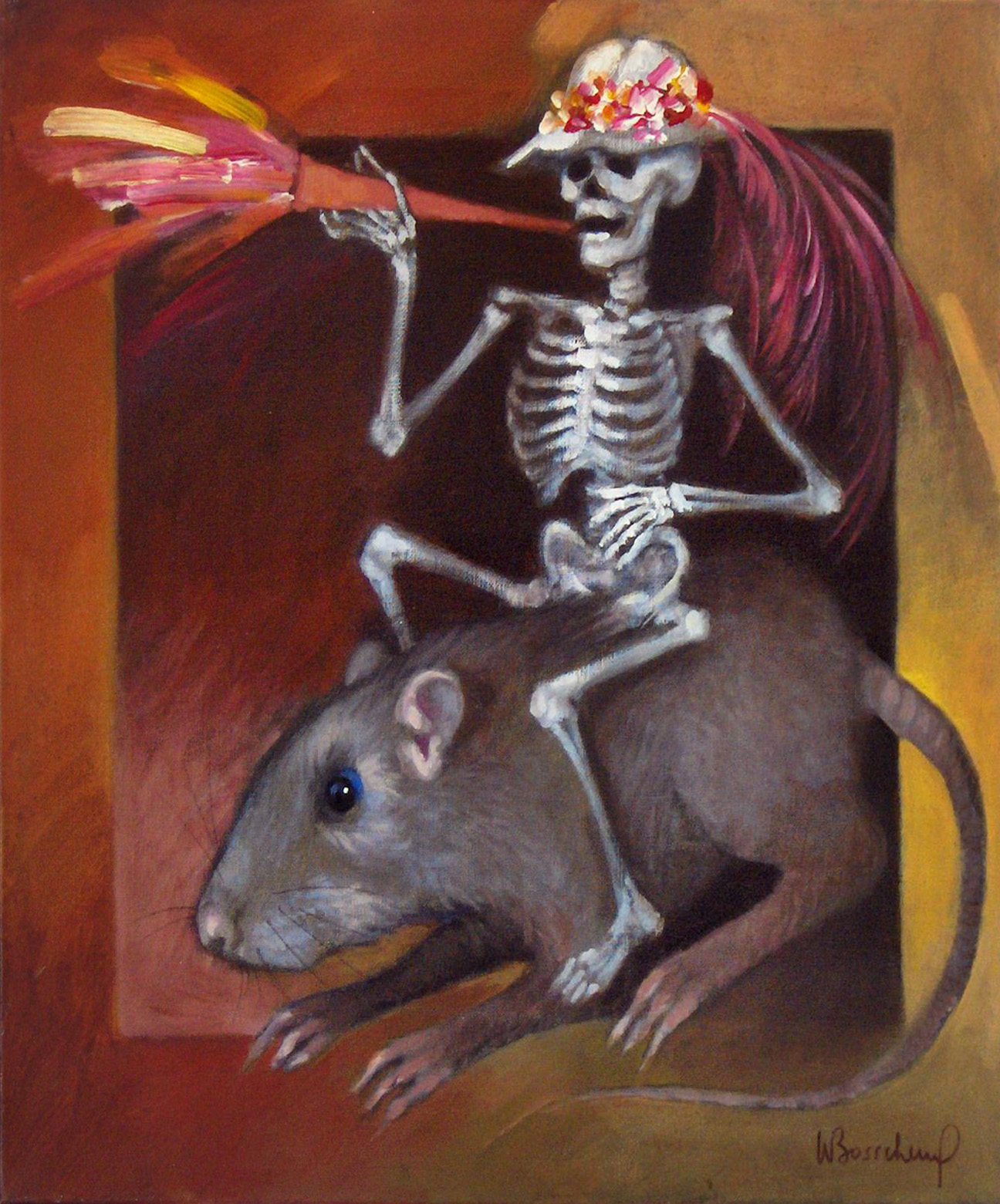
James Ensor op rat
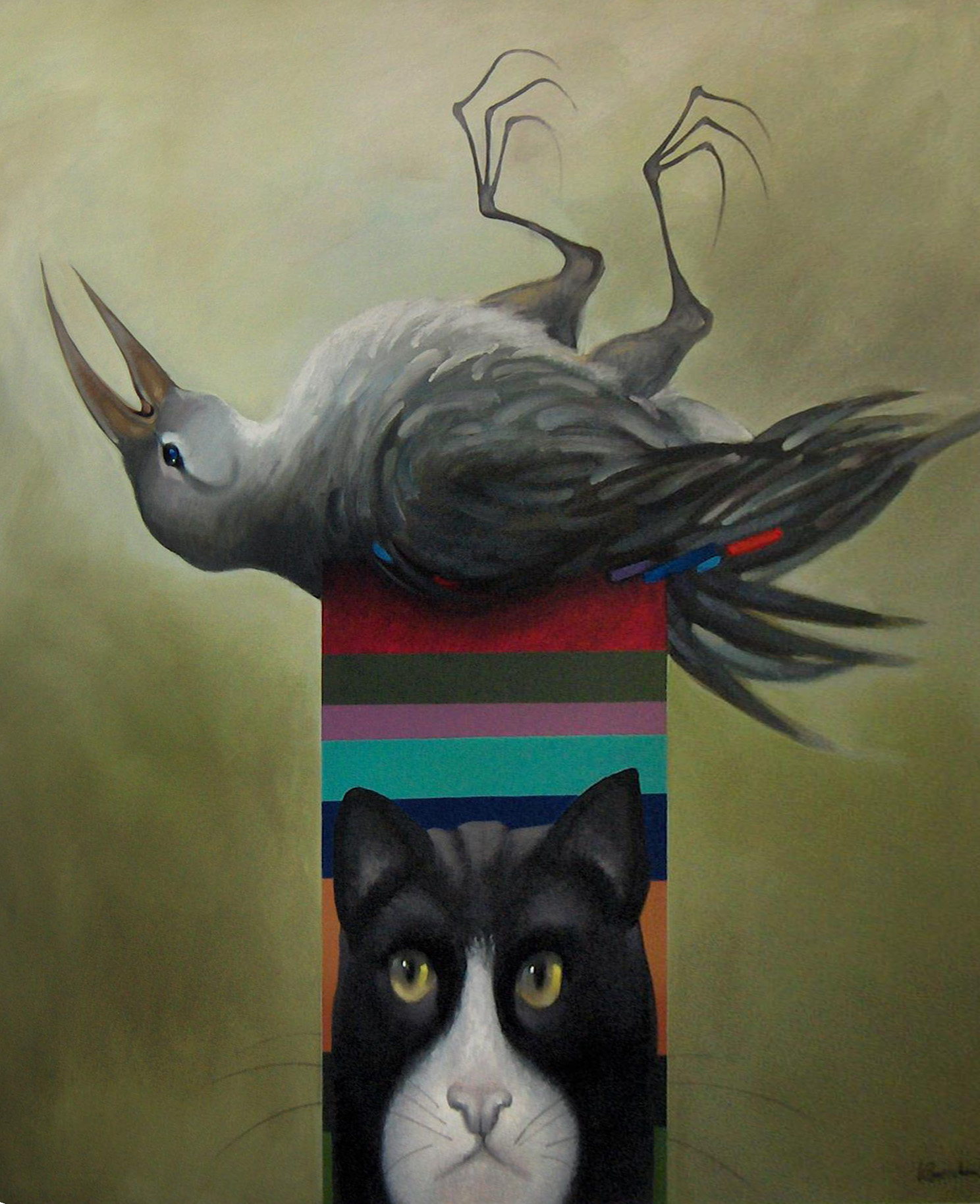
Het slachtoffer (1990)
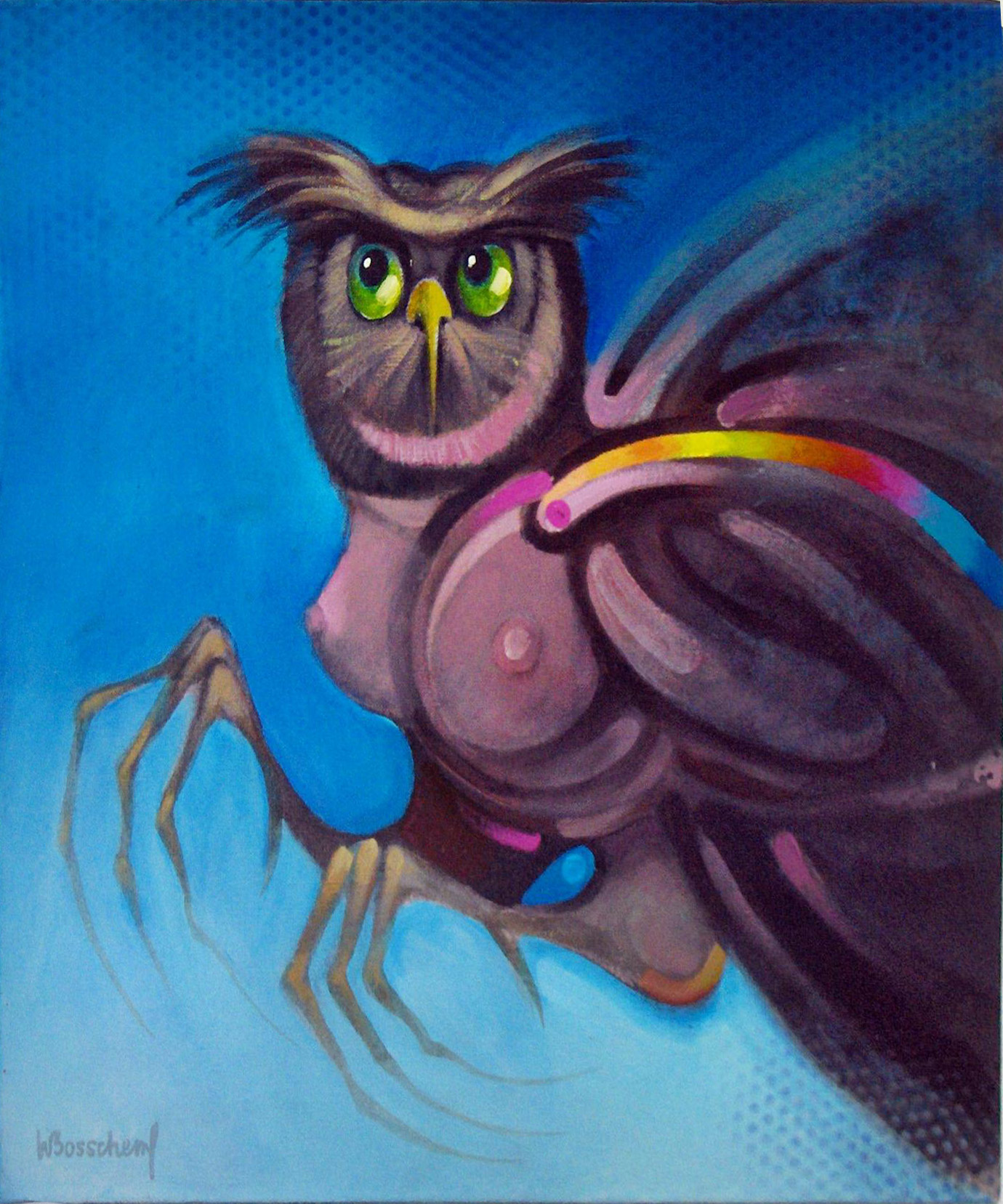
Uil
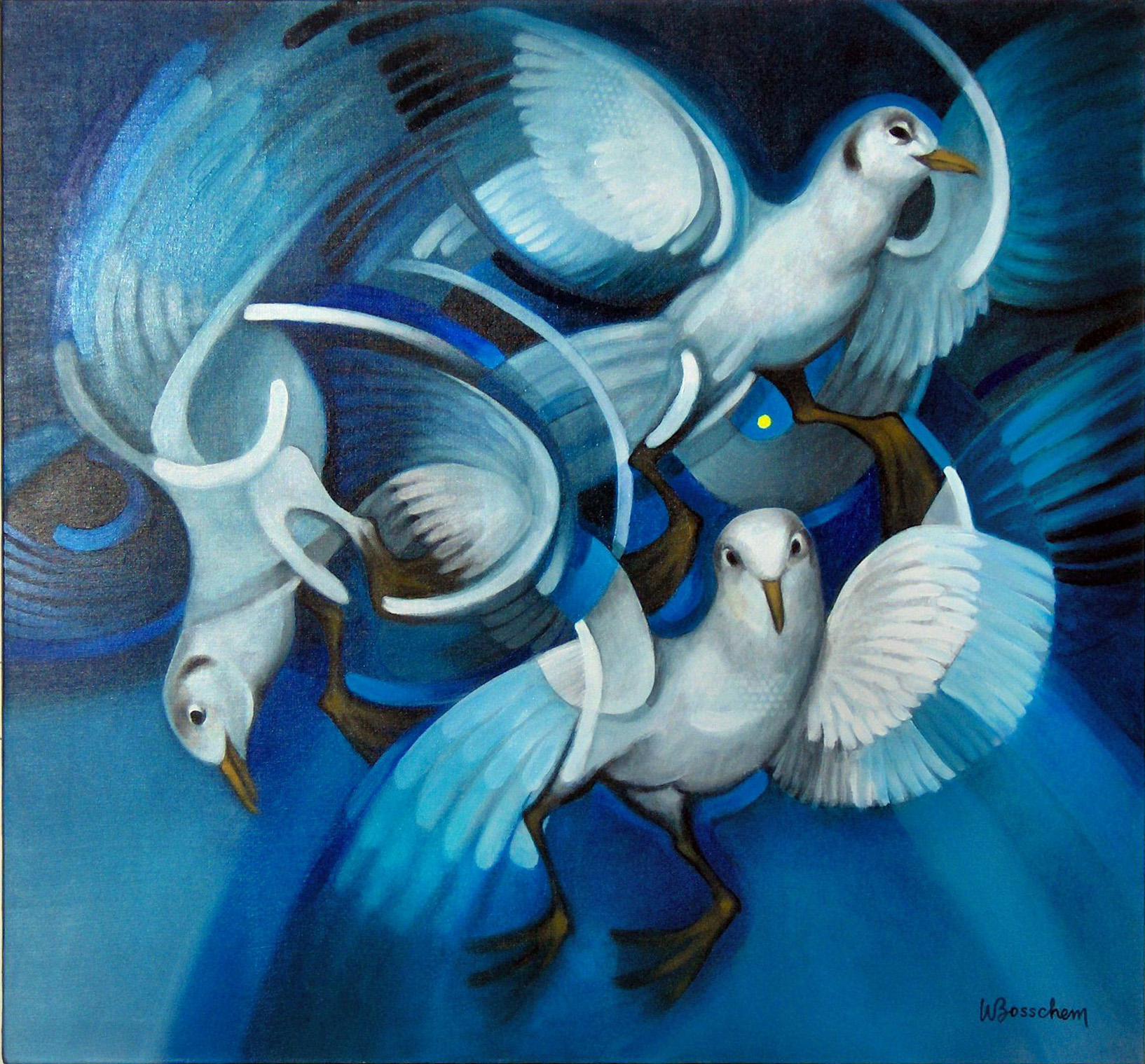
Blauwe meeuwen (2005)
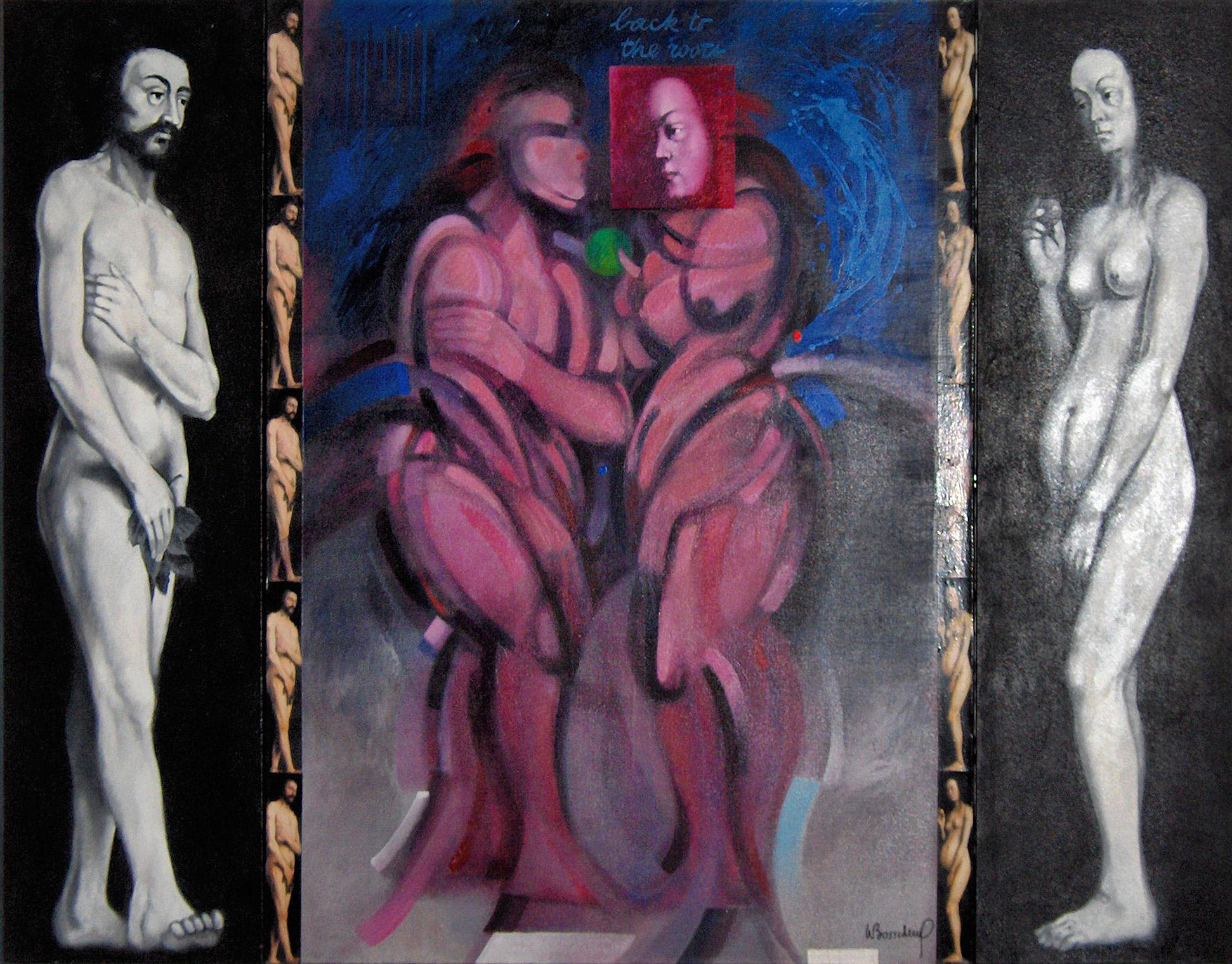
Adam en Eva; back to the roots "Van Eyck" (2000)
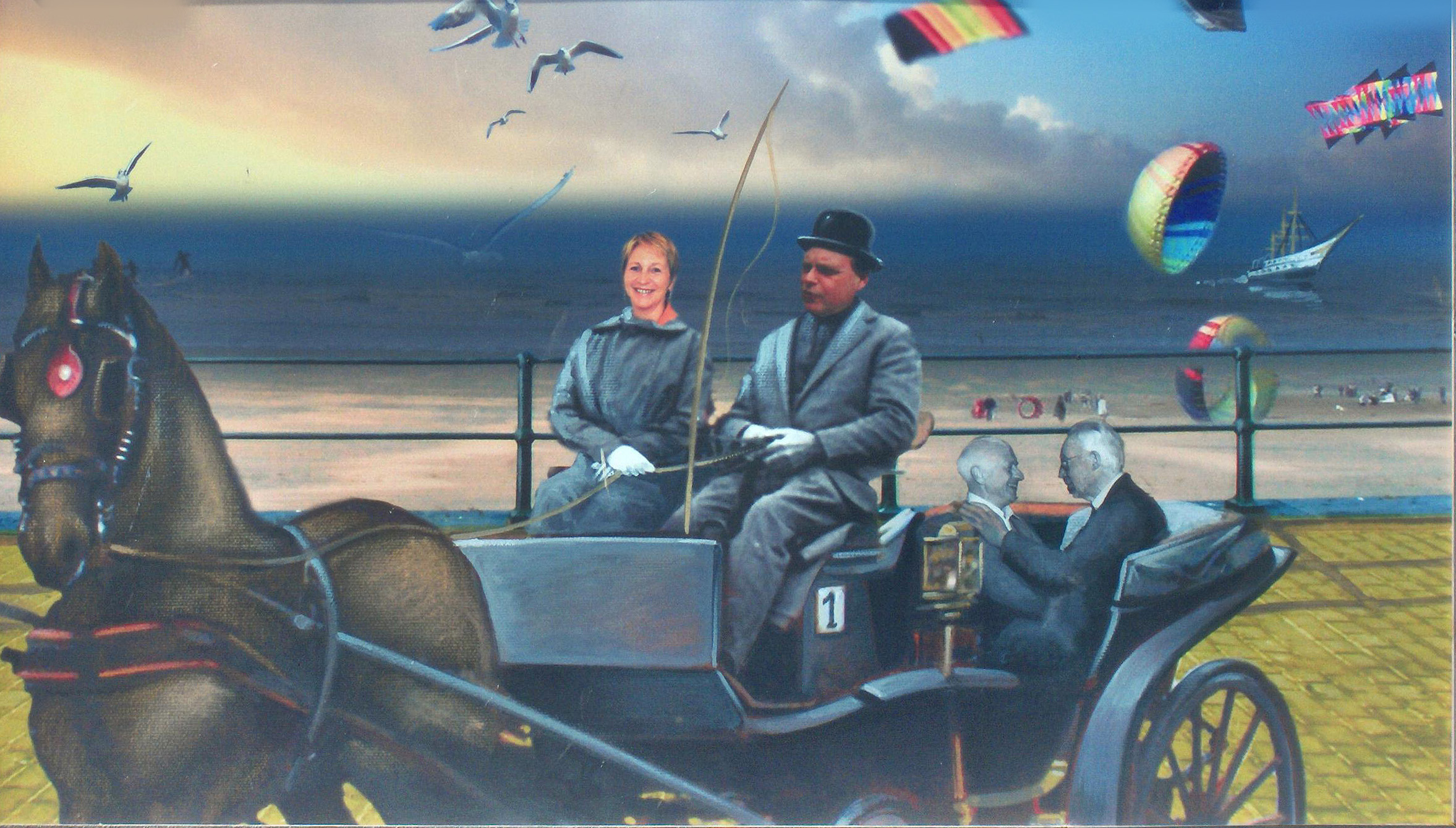
Paardenkoets (2008) met Henri Storck, Raoul Servais en Jean Vandecasteele
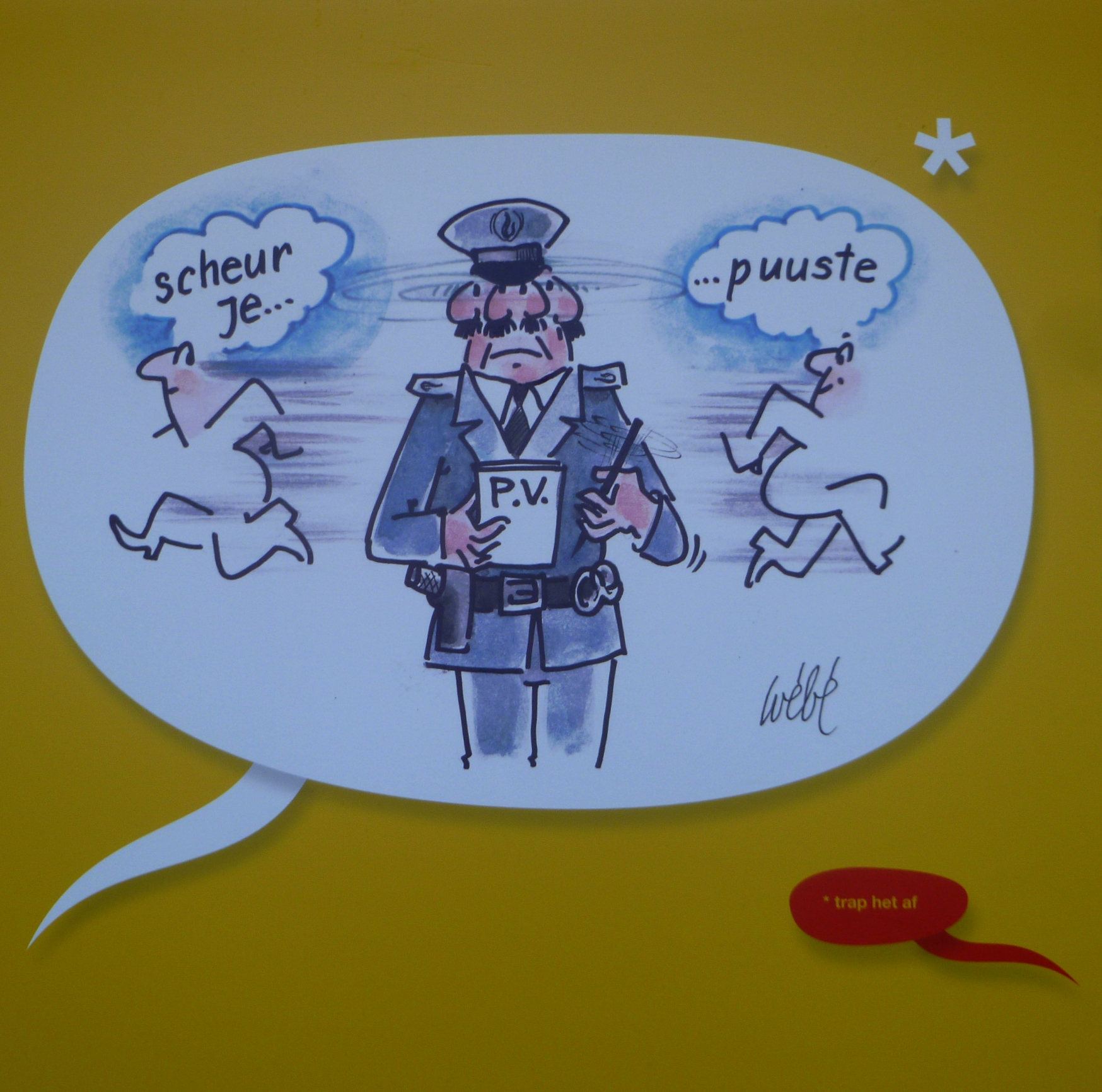
Cartoon in het Oostends dialect (2020) "Scheur je puuste" ("Trap het af")

Hij werd herhaaldelijk gevraagd om een monumentaal kunstwerk te leveren:
- muurschildering in de refter “Ebes”, Oostende (12 × 4 m) (vernietigd)
- muurdecoratie “Buffet Spoorwegstation”, Oostende (reliëf in plexiglas, 6 × 2,5 m) (vernietigd)
- cartons voor een wandtapijt voor de Christelijke Textielcentrale, Gent (7 × 2,5 m) (uitvoering: Gaspard Dewit, Mechelen)
- cartons voor een wandtapijt “Textura”, Gent (1964) (uitvoering Gaspard Dewit, Mechelen)
- kruisweg in de kerk van Mariakerke te Oostende, uitgevoerd in sgraffitotechniek: 12 panelen van 1,50 × 1,50 m, ingewerkt in de muur
- aak, Provincie West-Vlaanderen: “150 Jaar België” (1980). De maquette werd overhandigd aan prins Albert en prinses Paola.
- "Ode aan Oostende" (2011), monumentale schilderij in de inkomhal van residentie "Bosschem", Oostende, België.

## Musea en verzamelingen

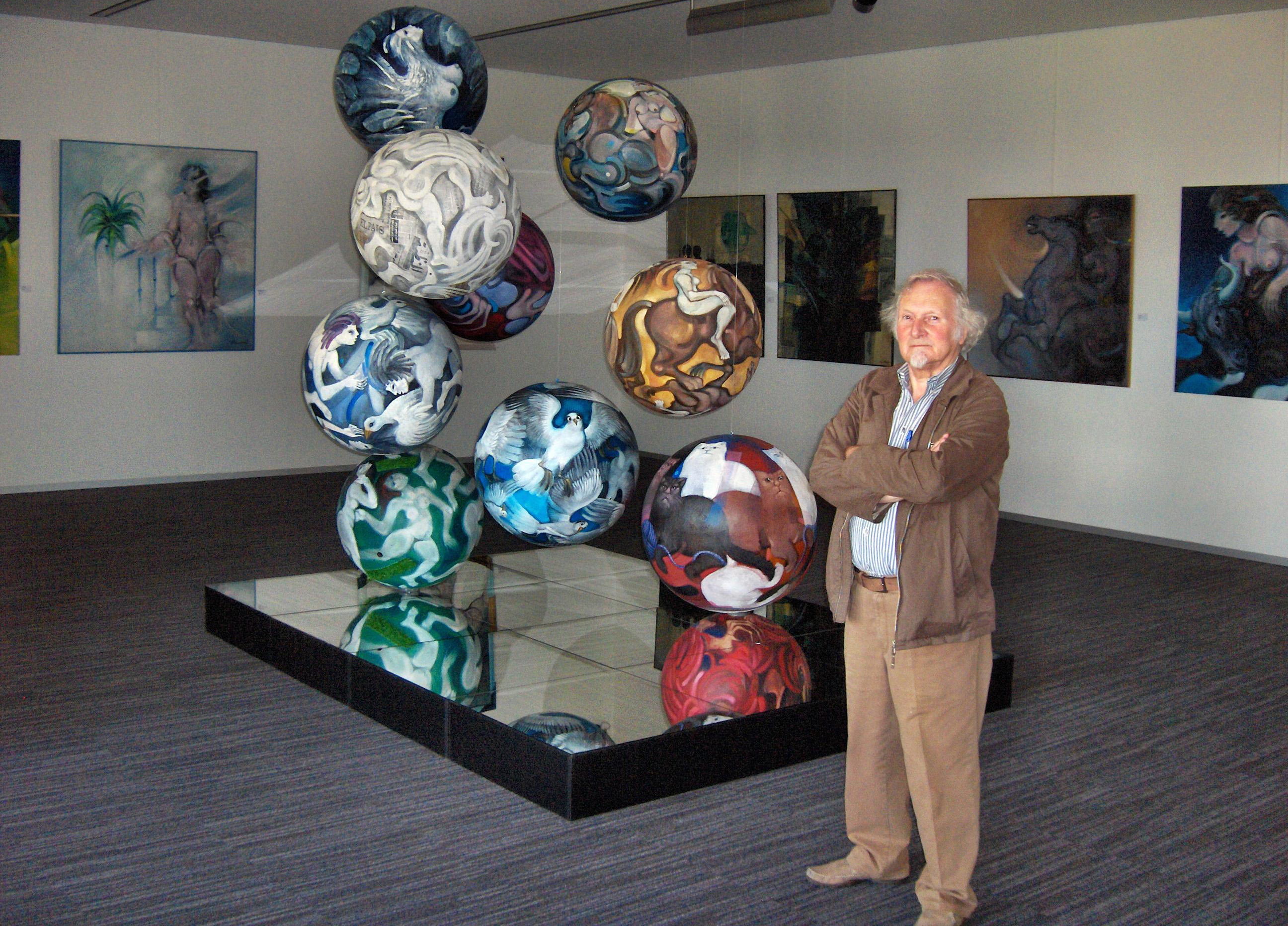
Space (1995-1998) met de kunstenaar

- Museum voor Schone Kunsten, Oostende
- Altonaer Museum, Hamburg
- Museum van Düsseldorf
- Prentenkabinet, Brussel
- Belgische Staat
- Hunne Majesteiten de koning en koningin van België
- Gemeentekrediet van België (nu Belfius)
- Privéverzamelingen van veel bekende personen uit politiek, industrie en kunstwereld.

## Tentoonstellingen

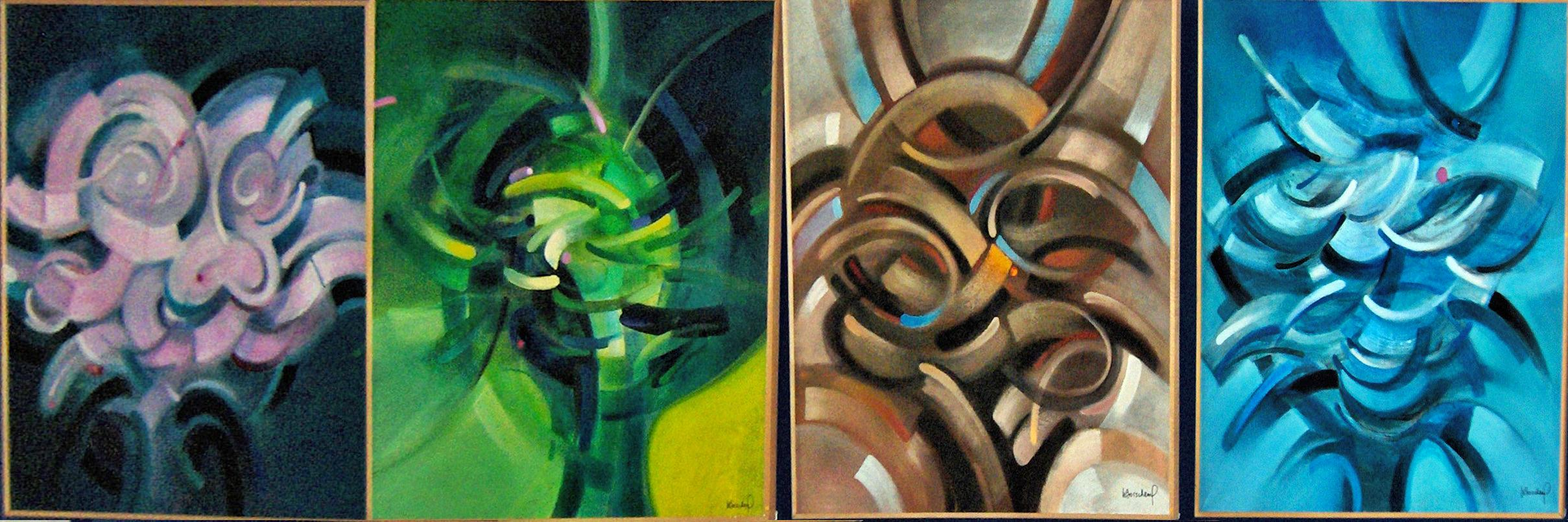
"Vier seizoenen" (1990)

Bosschems eerste tentoonstelling was in het Museum Van der Haegen in Gent, in 1958. Van toen af volgde de ene tentoonstelling na de andere, zowel in binnen- als buitenland. In juni 2008 spande de retrospectieve “Een halve eeuw Willy Bosschem” in het Meeting- en Eventcentrum “Staf Versluys” in Bredene de kroon op zijn werk..
Ten slotte werd hij in zijn eigen stad gehuldigd met een grote overzichtstentoonstelling "Willy Bosschem, een wandeling door 60 jaar kunst" in de Venetiaanse Gaanderijen in Oostende in maart 2013.
Ter gelegenheid van zijn negentigste verjaardag, organiseerde het stadsbestuur van Oostende in januari 2020 in de Nieuwe Gaanderijen (op de zeedijk van Oostende) een tentoonstelling "Ostênsjhe klaps" (Oostendse uitdrukkingen) met cartoons van Bosschem en Oostendse spreuken van Roland Desnerck. Hij is met zijn wekelijkse cartoons in de "Krant van West-Vlaanderen" en in de publiciteitskrant "Zondag" een goede bekende bij het brede publiek onder zijn schuilnaam WéBé.

## Onderscheidingen
Willy Bosschem werd in 1976 benoemd tot Ridder en in 1995 tot Officier in de Leopold II-Orde. In 1997 volgde zijn benoeming tot Ridder in de Kroonorde.
In 2020 werd hij vereerd met de Prijs Cultuurraad Oostende.